# لاناگان (میزوری)
لاناگان (به انگلیسی: Lanagan) یک شهر در ایالات متحده آمریکا است که در شهرستان مک‌دونالد، میزوری واقع شده‌است. لاناگان ۲٫۴۳ کیلومتر مربع مساحت و ۴۱۹ نفر جمعیت دارد و ۲۶۵ متر بالاتر از سطح دریا قرار دارد.